# Paralithodes
Paralithodes là một chi cua của họ cua King Crab phân bố ở Bắc Thái Bình Dương. 

## Các loài
Chi cua này gồm các loài sau đây
- Paralithodes brevipes (H. Milne-Edwards & Lucas, 1841)
- Paralithodes californiensis (Benedict, 1895)
- Paralithodes camtschaticus (Tilesius, 1815)
- Paralithodes platypus (Brandt, 1850)
- Paralithodes rathbuni (Benedict, 1895)